# علی‌آباد شور (خلیل‌آباد)
علی‌آباد شور یا علی‌آباد برکال نام روستایی از توابع بخش شش‌طراز شهرستان خلیل‌آباد در استان خراسان رضوی است. این روستا در دهستان کویر قرار دارد و برپایهٔ سرشماری سال ۱۳۹۵ جمعیت آن ۳۴۸ نفر (۱۱۰ خانوار) بوده است.